# Bileaiivka, Oleksandrivka
Bileaiivka (în ucraineană Біляївка) este un sat în comuna Iasînove din raionul Oleksandrivka, regiunea Kirovohrad, Ucraina.

## Demografie
Componența lingvistică a localității Bileaiivka
     Ucraineană (86,61%)
     Rusă (12,6%)
Conform recensământului din 2001, majoritatea populației localității Bileaiivka era vorbitoare de ucraineană (86,61%), existând în minoritate și vorbitori de rusă (12,6%).